# Strada regionale 104 Monselice-mare
La strada regionale 104 Monselice-mare (SR 104) è un'arteria di collegamento del Veneto che collega la variante della SR10 Padana Inferiore e la SS16 Adriatica con la SR105 Caverzare-Romea e con la SS309 Romea.
Il suo percorso è interamente in provincia di Padova, infatti in origine si trattava di una strada provinciale, con stesso nome e numerazione. Il passaggio di gestione regionale è avvenuto al fine di migliorare la potenziale arteria. La gestione è di Veneto Strade.
È una strada extraurbana secondaria, e il limite massimo di velocità è di 90 km/h.

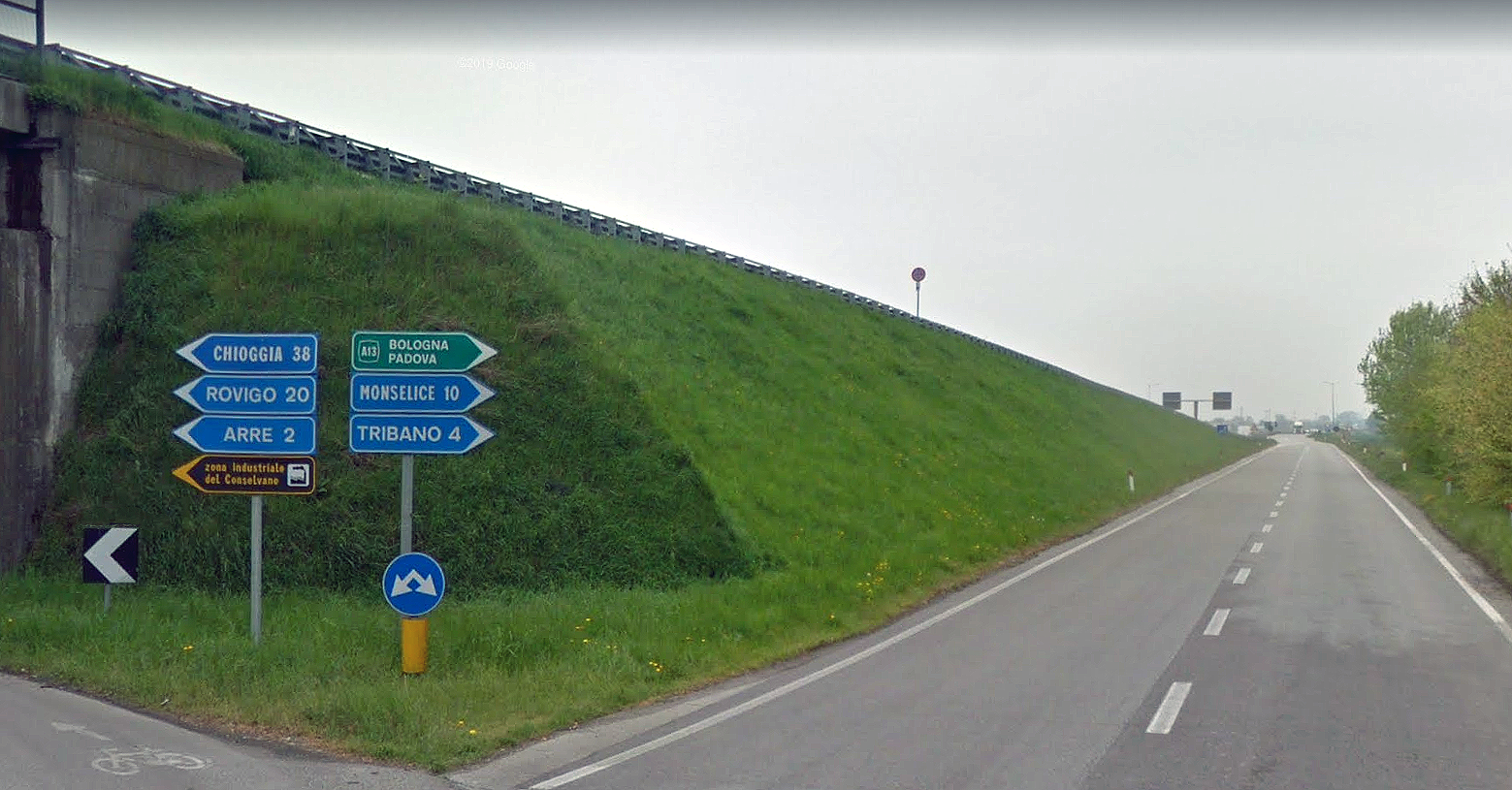
La SR 104 presso l'incrocio sfalsato della Conselvese

## Il corridoio "Medio-Padano Veneto"
Questa strada, assieme alla variante della Strada Regionale 10 Padana Inferiore formano l'asse superiore del cosiddetto corridoio Medio-Padano Veneto, collegando Legnago e la SS434 Transpolesana alla bassa padovana passando per Montagnana, Este, Monselice e Conselve per infine terminare sulla SS309 Romea presso Chioggia.

### Sviluppi futuri
I progetti per l'intera tratta prevedono l'eliminazione di tutti gli incroci a raso (per esempio Arre), favorendo quindi l'utilizzo di rotatorie (per esempio Tribano) ed anche di incroci sfalsati (per esempio Conselve - Bagnoli di Sopra). Infine la creazione di cavalcavia e/o sottopassi per le strade minori. L'obiettivo è quello di trasformare l'attuale infrastruttura in una strada a scorrimento veloce (sul modello della SR10var).
Altro futuro obiettivo è quello di creare un collegamento diretto all'Autostrada A13 con la realizzazione del Casello "Monselice Sud", progettato per decongestionare il traffico dal centro di Monselice e per le attività commerciali vicine (evidenziato in rosso nella tabella sottostante).

## Tabella percorso
| Monselice-mare | |      |            |
| Tipo           | Indicazione | ↓km↓ | Comune     |
|                | Adriatica Padova - Rovigo - Ferrara - Ravenna - Ancona - Pescara - Bari - Lecce Padana Inferiore Este - Ospedaletto Euganeo - Saletto - Montagnana - Bevilacqua - Legnago | 0,0  | Monselice  |
|                | Bologna - Padova - Casello di Monselice Sud | 0,9  | Monselice  |
|                | Cavalcavia sulla Bologna - Padova | 1,4  | Monselice  |
|                | Paraisa Pozzonovo - Tribano - Conselve Zona industriale di Pozzonovo | 1,7  | Pozzonovo  |
|                | Area di servizio | 2,3  | Pozzonovo  |
|                | Via Stortoletta | 4,7  | Tribano    |
|                | Tribano | 6,1  | Tribano    |
|                | Zona industriale di Tribano | 7,0  | Tribano    |
|                | Via Olmo | 8,1  | Conselve   |
|                | Conselvana Padova - Albignasego - Maserà di Padova - Conselve - Bagnoli di Sopra - Anguillara Veneta - San Martino di Venezze                                             | 10   | Conselve   |
|                | Centro commerciale | 10,7 | Conselve   |
|                | Zona industriale di Conselve e di Bagnoli di Sopra | 11,5 | Conselve   |
|                | Zona industriale di Arre | 13,4 | Arre       |
|                | Pratiarcati Padova - San Giacomo - Casalserugo - Bovolenta - Arre - Anguillara Veneta                                                                                     | 14,3 | Arre       |
|                | Pontecasale | 16,4 | Candiana   |
|                | Zona industriale di Candiana | 17,3 | Candiana   |
|                | Area di servizio | 17,7 | Candiana   |
|                | Candiana | 19,1 | Candiana   |
|                | Villa del Bosco | 21,6 | Correzzola |
|                | Piovese Piove di Sacco - Arzerello - Pontelongo - Pegolotte - Caverzere - Adria                                                                                           | 22,2 | Correzzola |
|                | Passaggio a livello ferrovia Adria Mestre (futuro sottopasso previsto dal progetto S.F.M.R.)                                                                              | 23,1 | Correzzola |
|                | Area di servizio | 24,2 | Correzzola |
|                | Correzzola Concadalbero | 25,5 | Correzzola |
|                | Cavarzere-Romea Cavarzere - SS309 Romea- Chioggia | 27,4 | Correzzola |